# 柑子井
柑子井，原寫為柑仔井，是臺灣彰化縣和美鎮的一個地名，位於該鎮中部偏東北。相較於今日行政區，其範圍大致包括嘉寶里東南端邊界地帶、竹圍里不含東北部邊界地帶、還社里東北部凸出部分及東部中段、柑井里不含西南部凸出部分南半部。

## 歷史
台灣清治末期至日治初期，柑子井地區為一街庄，稱為「柑仔井庄」，隸屬於線東堡。該庄東北隔大肚溪與大肚庄相望，東與中藔庄、新庄仔庄為鄰，南邊為嘉犁庄，西邊為和美線庄，北邊為頭前藔庄、塗厝厝庄。
1901年（日治明治三十四年）11月，該庄隸屬於彰化廳。1909年（明治四十二年）10月，改隸屬於臺中廳。1920年（大正九年），該庄改制並雅化為「柑子井」大字，隸屬於臺中州彰化郡和美庄，大字下有「柑子井」、「竹子腳」小字名。1943年，和美庄升格為和美街。
戰後和美街改制為和美鎮，隸屬於彰化縣，大字亦改制為里。

## 交通
國道3號大致以西北—東南走向經過柑子井地區東北部，境內未設交流道，但和美交流道就在西北邊不遠處，由此可快速前往台灣南北各地。
縣道139號（彰新路四段）是新港至鹿谷初鄉的道路，大致以西北－東南走向經過本地區東北部，往西北可前往新港，往東南可前往彰化、南投、集集、鹿谷等地。
縣道134號（彰美路四段）是新港至彰化的道路，大致以西北－東南走向經過本地區南部，往西北可前往和美市區、新港，往東南可前往彰化。

## 學校
和美鎮立幼兒園柑井分校
美爾頓私立幼兒園
和群國中